# Джеки (павиан)
Джеки (англ. Jackie), Капрал Джеки (ум. 1921, Вильерия, Претория, ЮАР) — медвежий павиан, живший в Южной Африке и прославившийся как солдат, воевавший в Первой мировой войне в звании капрала в составе Третьего (Трансваальского) южноафриканского пехотного полка Заморских экспедиционных сил ЮАР. Призванный в армию южноафриканский фермер Альберт Марр (англ. Albert Marr) взял его с собой на службу.
Джеки был ростом с человеческого ребёнка, на службе он носил военную форму и вёл себя как человек.
Джеки участвовал в боевых действиях, проявил героизм, получил тяжёлое ранение и перенёс ампутацию конечности. Он был демобилизован в 1918 году в звании капрала вместе с Альбертом Марром, Джеки была назначена военная пенсия, он жил на ферме Марра и скончался в 1921 году на ферме Марра в результате пожара.

## Биография
Приблизительно в 1910 году южноафриканский фермер Альберт Марр на своей ферме, расположенной в пригороде Претории деревне Вильерия (англ. Villeria), поймал обезьяну вида чакма (медвежий павиан, англ. chacma baboon). Марр решил приручить пойманного павиана, дал ему имя Джеки (англ. Jackie) и за несколько лет Джеки стал для Альберта членом семьи.
В августе 1915 года Альберт был призван в армию в 3 Трансваальский полк 1-й Южноафриканской пехотной бригады, где получил чин рядового с личным номером 4927. Ещё на призывном пункте Марр подал прошение взять с собой друга-питомца, получил такое разрешение, и Джеки был принят в полк в качестве талисмана.
Третьим Трансваальским полком командовал английский подполковник Эдвард Френсис Теккерей. 1-я Южноафриканская пехотная бригада и её третий полк вошли в состав добровольческих Южноафриканских экспедиционных сил (англ. SAOEF), сформированных южноафриканским правительством для военной помощи метрополии.
В расквартированном в Почефструме полку Джеки получил форму и отличительный знак полка. Он вёл себя как солдат-человек — стоял и маршировал в строю, отдавал честь офицерам, обедал за столом вместе с людьми (пользовался столовыми приборами) и мог свободно передвигаться по расположению части.
В 1916 году 1-я Южноафриканская пехотная бригада была придана 9-й Шотландской дивизии британской армии, в составе которой участвовала в боевых действиях в Египте и Ливии против войск суфийского ордена сануситов.
26 февраля 1916 года в сражении при Агагии в Ливии Альберт был ранен, и Джеки вылизывал его рану, пока не подошла помощь. После этого бойцы полка стали воспринимать Джеки как боевого товарища.
В ночные караулы Джеки ходил вместе с Марром. Павиан видел и слышал гораздо лучше людей и, замечая движение у противника, бесшумно сигнализировал об этом Альберту.
Затем, в течение 1916–1918 годов полк (и Джеки, будучи в его составе) воевал во Франции и Бельгии. Альберт и Джеки прошли через кошмарные бои в Делвил Вуд во время сражения при Сомме, в которых 1-я Южноафриканская пехотная бригада потеряла 80% личного состава, и в битве при Пашендейле. Они участвовали в ожесточённых боях у Кеммель-Хиля и в битве при Белло Вуд. Из этих сражений они оба вышли без ранений.
В апреле 1918 года Первая Южноафриканская пехотная бригада воевала в бельгийском регионе Западная Фландрия. Попав во время передислокации под сильный артиллерийский обстрел, Джеки пытался построить защитную стенку из камней, и был серьёзно ранен в ногу и легко — в руку. Там же лёгкое ранение получил Альберт.
Раны Джеки лечили в полевом госпитале Королевского медицинского корпуса (англ. Royal Medical Corps), операцию с ампутацией раздробленной ноги провёл подполковник Р. Н. Вудсенд (Lt. Colonel R. N. Woodsend).

Бабуин был тяжело ранен, левая задняя лапа свисала на клочках мышц, ещё одна открытая рана была в правой передней лапе. Мы решили дать пациенту хлороформ и перевязать его раны. Если бы он умер под наркозом, возможно, это было бы лучше всего. Поскольку я никогда раньше не делал анестезию такому пациенту, я думал, что это будет лучшим результатом. Однако он перенёс хлороформ так, как будто это был простой стакан виски, и очень быстро уснул. Ампутировать ногу ножницами было несложно, я очистил раны и перевязал их как мог.
— Мемуары Р. Н. Вудсенда; цит. по: Карабликов, 2019

The baboon was badly wounded, the left leg hanging with shreds of muscle, another jagged wound in the right arm.  We decided to give the patient chloroform and dress his wounds… It was a simple matter to amputate the leg with scissors and I cleaned the wounds and dressed them as well as I could.  He came around as quickly as he went under.
— Lt. Colonel R. N. Woodsend; цит. по: Curmudgeon, 2017
Для дальнейшего лечения Джеки был отправлен в карете скорой помощи в прифронтовой пункт помощи раненым (англ. Casualty Clearing Station).
После ранения Джеки был присвоен чин капрала и он был награждён медалью за храбрость (англ. medal for bravery).
В дальнейшем Джеки был направлен для дальнейшего лечения в Maitland Dispersal Camp в Претории (ЮАР), откуда был выписан в конце апреля 1918 года.
В 1918 году Капрал Джеки участвовал в Параде Победы в Лондоне.
21 июля 1920 год Капрал Джеки участвовал на Параде Мира в Претории на площади Черч-сквер (англ. Church Square), где он был награждён Медалью граждан Претории за службу (Pretoria Citizen’s Service Medal).
Джеки умер 22 мая 1921 года во время пожара, произошедшего на ферме Марра. Сам Альберт Марр дожил до 84 лет и умер в 1973 году.